# Тактична група «Білорусь»
Тактична група «Білорусь» (біл. Тактычная група «Беларусь», Taktyčnaja hrupa «Biełaruś») — група добровольців з Білорусі, які беруть участь у збройному конфлікті на Донбасі.. Воюють на боці України спочатку у складі ДУК «Правий сектор»? а згодом — у складі різних формувань Української Добровольчої Армії та Збройних сил України: як єдина тактична одиниця на фронті не дислокується.
У березні 2022 року під час російського вторгнення в Україну зі складу тактичної групи «Білорусь» був сформований батальйон імені Кастуся Калиновського в складі Збройних сил України.

## Історія

### Передумови
Білоруські добровольці беруть участь у боротьбі проти російської агресії в Україні з початку бойових дій навесні 2014 року. Група білоруських націоналістів брала участь в захисті Пісків поблизу Донецького аеропорту в липні 2014 року. У тому ж році був створений Загін «Погоня». Бійці, що в майбутньому створять тактичну групу «Білорусь», брали участь у визволенні Авдіївки у 2014 році.

### Створення та бойовий шлях
Тактична група «Білорусь» була заснована 8 серпня 2015 року після переговорів з білоруськими активістами та керівництвом добровольчого українського корпусу «Правий сектор». Її бійці вели бої в таких гарячих точках, як шахта «Бутівка», Піски, Волноваха, Мар'їнка.
10 серпня 2015 року під Волновахою група прийняла бій, внаслідок якого загинув Віталій Тіліженко, і був важко поранений Алесь Черкашин, що помер у шпиталі 28 серпня.

### Білоруський полк імені Кастуся Калиновського
У березні 2022 року під час російського вторгнення в Україну зі складу тактичної групи «Білорусь» був сформований батальйон імені Кастуся Калиновського в складі Збройних сил України.

## Особовий склад
Бійці не повідомляють, скільки осіб нараховує їхнє формування. Відомо, що в неї входять експолітв'язень Едуард Лобов, активіст білоруської опозиції Ян Мельников («Білорус»), а також бійці з позивними «Ваяр», «Зубр» і «Тур».

## Переслідування в Білорусі
З боку правоохоронних органів Білорусі не раз лунали заяви, що людей, участь яких у війні на сході України буде доведена чекає покарання за ст. «Найманство», санкція по якій може сягати від 3 до 7 років ув'язнення.
У травні 2016 бійця тактичної групи «Білорусь» Аліну Фортуну депортували з території Білорусі.
Сторінка тактичної групи «Білорусь» на Facebook і «ВКонтакте» заборона в Білорусі.
У вересні 2022 року Міністерство внутрішніх справ Республіки Білорусь визнало інтернет-ресурси групи та інших білоруських військових формувань в Україні екстремістським формуванням; створення та участь у екстремістському формуванні є кримінальним злочином за білоруськими законами.

## Втрати і вшанування

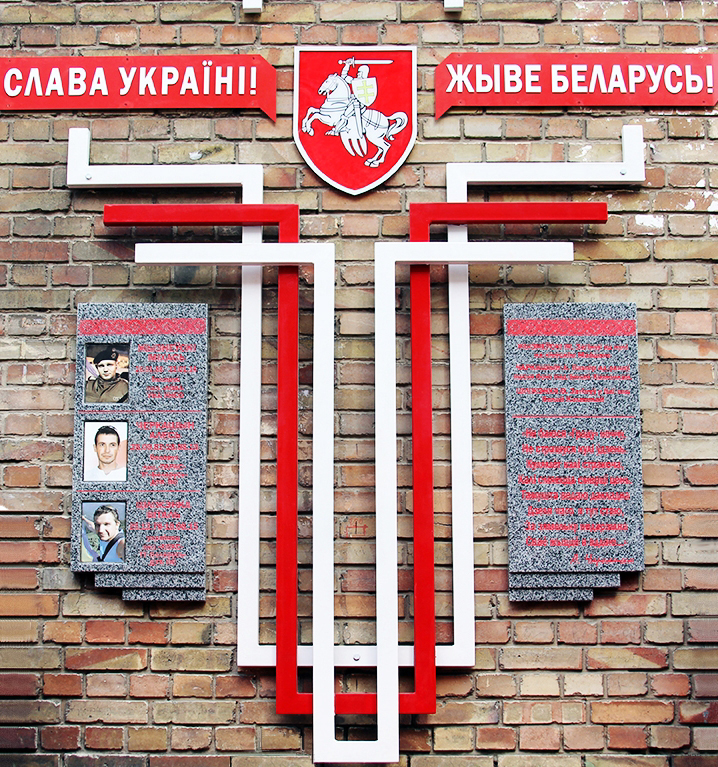
Пам'ятник білорусам, загиблим за Україну

28 березня 2016 року у Києві відкрили Пам'ятник білорусам, загиблим за Україну. На ньому вказано імена Михайла Жизневського, що загинув під час подій Євромайдану, а також Алеся Черкашина і Віталя Тіліженка — загиблих добровольців тактичної групи «Білорусь».
У лютому 2017 року відкрилася виставка «Український Схід» в Національному музеї історії України у Другій світовій війні. В експозиції є і реліквії бійців тактичної групи «Білорусь» як біло-червоно-білий прапор, бронежилет Олександра Черкашина та каска Віталія Тіліженка.
13 березня 2022 року під Києвом загинув Олексій Скобля (31 рік) на прізвисько «Тур», який входив до Тактичної групи «Білорусь».

## Нагороди
4 вересня 2015 р. ряд бійців тактичної групи «Білорусь», зокрема бійці з позивними «Док», «Білорус» і «Лев» були нагороджені Української православної церкви Київського Патріархату медаллю «За жертовність та любов до України». Черкашин і Тіліженко отримали ці відзнаки посмертно.
Алесь Черкашин був відзначений орденом «Народний Герой України».
У жовтні 2016 року боєць з позивним «Зубр» отримав нагороду «За жертовність Українського народу».